# Kentigern de Glasgow
Saint Kentigern est le premier évêque de Glasgow (vers 550-603 ou 614). Contemporain de saint Colomba d’Iona, il est considéré comme l’apôtre du royaume de Strathclyde. La vie de saint Kentigern est composée tardivement par un anonyme à la demande d’Herbert, évêque de Glasgow (1147-1164), puis par Jocelyn, un moine de l’abbaye de Furness, dans le comté du Lancashire pour son homonyme l’évêque Jocelin de Glasgow. Il serait mort un 13 janvier de l'année 603 ou 614

## Vie légendaire
Kentigern est également connu sous le diminutif populaire de « Mungo » qui signifie le « Bien-aimé » qui est le surnom que saint Serf de Culross lui aurait donné. Il serait d’origine princière mais de naissance illégitime. Kentigern serait en effet le fils d’Owain mab Urien roi de Rheged et de sainte Thanew, une fille du roi Leudonus (Loth, Luwdoc ?) de Gododdin (i.e le Lothian) . 
Son père Owain mab Urien était déjà marié à une épouse infidèle ; Penarwen ferch Culfanawyd, selon les généalogies galloises, et sa mère fut séduite par subterfuge (Owain l’aurait rencontré vêtu en femme) alors qu’elle avait fait vœu de chasteté….Chassée par son père lorsqu’il découvre sa faute Thaneu (ou Thanew) est abandonnée dans un petit bateau (curragh) sur le Firth of Forth. Elle accoste à Culross (Fife) où elle donne naissance à son enfant. Elle et son fils furent alors recueillis par « l’abbé-évêque » celtique Saint Serf (Servanus) qui fait l’éducation de Kentigern et lui donne son surnom (i.e : le disciple préféré). 
Devenu adulte, Kentigern retraverse les eaux du Forth et est consacré par un seul évêque irlandais itinérant. Une réaction païenne dirigée par un roi nommé Morken, (Morcant de Galloway de la famille de Coel Hen ?), l’oblige ensuite à s’exiler en Ménévia (Pays de Galles), où il aurait rencontré Saint Dewy (+589), un roi «Cathwallon» (Cadfan ap Iago ?)  (+625) et  construit un monastère dans le Flintshire qui porte le nom de son  disciple et successeur le futur Saint Asaph. 
Il aurait  fait à cette époque un voyage à Rome ou son épiscopat aurait été confirmé par le pape Grégoire le Grand (590-604) .
Après la célèbre Bataille d'Arfderydd (573 selon les Annales Cambriae), qui vit le triomphe du parti chrétien sur les partisans du paganisme, le vainqueur, Rhydderch Hael (le généreux) ou Hen (l’ancien) roi de Strathclyde, devenu le maître de la Cumbria, le rappelle et lui permet d’établir une abbaye ou il accueille 665 moines, puis de fonder l’évêché de Glasgow dont il demeurera le saint patron jusqu’à la Réforme. 
La mort de Kentigern  qui serait survenue un samedi 13 janvier est relevée dans les « Annales Cambriae » à l’année 612.

## Postérité

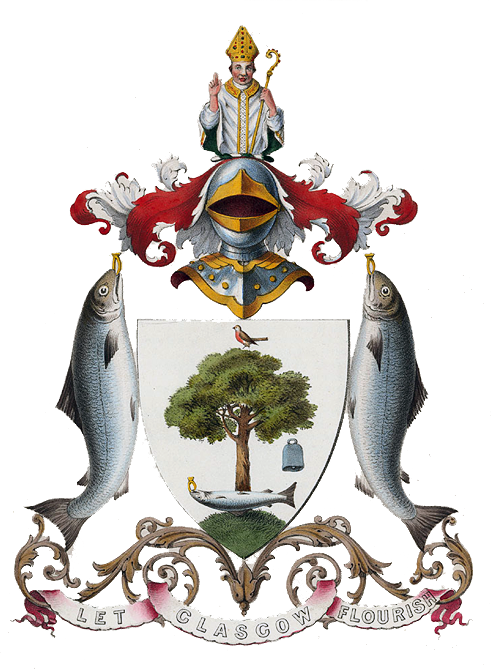
Les armoiries de Glasgow

Il semble en fait qu’à l'initiative de l’évêque Jocelin, son lointain successeur, que l’origine de ce personnage au demeurant obscur ait été plus ou moins arbitrairement rattachée aux familles princières brittoniques réelles ou légendaires et aux personnages illustres de l'époque à laquelle il est censé avoir vécu afin de valoriser la fondation du siège épiscopal de Glasgow qui avait été organisé vers le début du XIIe siècle par le roi Alexandre Ier d'Écosse (1107-1124) et qui souhaitait affirmer son ancienneté et son indépendance face aux prétentions de l’archevêché d’York à s’imposer comme la métropole du nord de la Grande-Bretagne.
Cette politique avait le soutien des rois écossais contemporains; saint David Ier d'Écosse (1124-1153) qui gouvernait le Strathclyde et le Galloway dès 1107 et ses petits-fils Malcolm IV d'Écosse (1153-1165) et Guillaume Le Lion désireux de s’affranchir au maximum de la suzeraineté anglo-normande et d’affirmer leur autorité sur la Cumbria.
Les armes de la ville de Glasgow portent quatre éléments qui sont des rappels des épisodes les plus célèbres et les plus glorieux de la vie du saint : un rouge-gorge, un arbre, une cloche et un poisson avec un anneau dans la bouche.
- Le rouge-gorge, auquel Mungo est censé avoir redonné vie. Cet oiseau, animal de compagnie de Saint Serf, avait été tué par certains de ses condisciples jaloux, dans l'espoir de voir Kentigern blâmé pour sa mort [6].

- L'arbre évoque le fait que  Mungo avait été chargé de surveiller le foyer du Monastère de Saint Serf, mais qu'il s'était assoupi, et que le  feu s'étant éteint, il aurait ranimé le foyer avec les branches d'un arbre voisin[7].

- La cloche est censée pour avoir été introduite par Mungo de Rome. Elle était utilisée dans les services religieux de l'église celtique.

- Le poisson tenant un anneau dans sa gueule se réfère à l'histoire de la reine Languoreth de Strathclyde, épouse du roi Rhydderch Hael, qui était soupçonnée d'infidélité par son mari. Le roi aurait demandé à voir une bague précieuse qu'il lui avait offerte, l'accusant d'en avoir fait présent à son amant. En réalité, le roi avait jeté la bague dans la Clyde. Avant d'être exécutée, la reine fait appel à Mungo, qui ordonne à un messager de pêcher un poisson dans la rivière. En ouvrant le poisson, la bague est miraculeusement trouvée à l'intérieur, ce qui permet à la reine de se disculper[8].

Enfin le nom de Mungo a notamment inspiré le Sound System de Glasgow : Mungo's Hi Fi.

## Source primaire
- (en)  La Vita de Saint Mungo de Jocelyn

## Sources secondaires
- (en) Peter Bartrum, A Welsh classical dictionary: people in history and legend up to about A.D. 1000, Aberystwyth, National Library of Wales, 1993 (ISBN 9780907158738), p. 194-195 CYNDEYRN GARTHWYS. ST.KENTIGERN. (550)
- (en) Tim Clarkson, The Men of the North. The Britons of southern Scotland, Edinburgh, John Donald, 2010, 230 p. (ISBN 9781906566180), p. 57-61,81-82,87,90,194,196-197,.
- (en) Ann Williams,Alfred P. Smyth, D P Kirby, A Bibliographical Dictionary of Dark Age Britain (England, Scotland and Wales c.500-c.1050), Londres, Seaby, 1991, 253 p. (ISBN 1 852640472), p. 167  « Kentigern (Mungo) »
- (en) Cynthia Whidden Green, « Saint Kentigern, Apostle to Strathclyde: A critical analysis of a northern saint », Fordham University. Medieval Sourcebook